# Romolo Archinto
Romolo Archinto (falecido a 4 de setembro de 1576) foi um prelado católico romano que serviu como bispo de Novara (1574–1576).

## Biografia
No dia 26 de abril de 1574, Romolo Archinto foi nomeado bispo de Novara durante o papado de Gregório XIII. Em maio de 1574, foi consagrado bispo por Carlos Borromeo, Arcebispo de Milão. Serviu como bispo de Novara até à sua morte a 4 de setembro de 1576.